# Zhao Rong
Zhao Rong (Anhui, 2 de agosto de 1991) é uma futebolista profissional chinesa que atua como atacante.

## Carreira
Zhao Rong fez parte do elenco da Seleção Chinesa de Futebol Feminino, nas Olimpíadas de 2016. 